# The Black Donnellys
The Black Donnellys, (traducido como Los hermanos Donnelly en español) es una serie de televisión de la cadena de Estados Unidos NBC, que se estrenó en febrero de 2007. Su creador es Paul Haggis, y sus protagonistas son Jonathan Tucker, Olivia Wilde, Billy Lush, Tom Guiry y Kirk Acevedo.

## Argumento
La serie sigue la historia de cuatro hermanos de origen irlandés en el barrio Hell's Kitchen de Manhattan, y sus relaciones con las bandas criminales de la zona, especialmente irlandeses e italianos. La historia es contada por un narrador poco fidedigno, Joey 'Ice Cream', 

## Emisión
La emisión en la NBC comenzó el 26 de febrero de 2007 y el último capítulo se emitió el 2 de abril del mismo año. A partir de esa fecha la serie fue oficialmente cancelada y los últimos seis capítulos se emitieron en NBC.com. El segundo capítulo también fue emitido en EE. UU. únicamente en línea.
En España, la serie ha sido emitida por Canal +, Calle 13 y MTV .
- Datos: Q946683